# 다케다 쓰네요시
다케다노미야 쓰네요시왕(일본어: 竹田宮恒徳王, 1909년 3월 4일 ~ 1992년 5월 11일)은 일본의 방계 황족이다.
일본군 육군 소위인 다케다노미야 쓰네히사 왕과 메이지 천황의 딸인 마사코 내친왕(昌子内親王) 사이에서 태어난 장남으로, 쇼와 천황의 사촌이다. 일본 육군에 입대하여 관동군 731부대의 마루타 생체실험에 가담하였다. 패전 당시의 직위는 육군 중좌이며 훈등은 대훈위(大勲位)이다. 1947년 신적강하에 의해 방계 황족들의 황족 신분이 박탈되면서 다케다 쓰네요시(일본어: 竹田恒徳)라는 이름으로 평민이 되었다.

## 유년기
1909년 메이지 천황의 첫 외손자로 태어나 1919년에 아버지인 쓰네히사 왕이 스페인 독감으로 사망하면서 10세의 나이로 다케다노미야 가문의 당주가 되었다. 사망 당시 육군 소위였던 아버지의 유언에 따라 가쿠슈인을 나온 뒤 육군 사관 학교에 진학하여 1930년 42기로 졸업하였다. 특히 말을 사랑하고 마술(馬術)에도 재능이 뛰어나 육군 기병 학교의 교관을 맡는 등 기병과 장교의 길을 걸었다. 당시 동기생으로는 대한제국의 옛 황족이었던 의친왕의 장남 이건도 포함되어 있었다.

## 결혼
1934년 공작 산조 긴테루(三條公輝)의 딸 미쓰코와 혼인하여 후일 3남 2녀를 얻었다.
- 장남 쓰네타다(恒正, 1940년- ) : 현 다케다 가문 당주
- 장녀 모토코(素子, 1942년- )
- 차녀 노리코(紀子, 1943년- )
- 차남 쓰네하루(恒治, 1944년- ) : 불가리아 주재 일본 대사
- 삼남 쓰네카즈(恆和, 1947년- )

## 육군 시절
1938년 육군 대학교를 졸업한 뒤 중일 전쟁의 최전선에 참전할 것을 희망하였으나 좌절되고 만주 하이라얼의 기병 제 14 연대 제 3 중대장에 임명되었다. 이후 소속 부대가 전선으로 차출되자 황족인 그를 빼내 안전한 후방으로 보내자는 의견이 제기되었으나 스스로 이를 만류하고 처음으로 실제 전장에 참여하였다. 관동군 시절의 교류로 만주국 황제인 푸이와는 친밀한 관계였다고 한다.
1940년 8월 소좌, 1943년 8월에는 중좌로 승진하였다. 1942년부터 관동군의 재무 담당 지휘자로 활동하면서 731부대의 소위 '마루타 생체실험'에 관여하였다. 후일 그는 언론들과의 기자회견에서 자신의 생체실험 참여를 인정하였으나 "그 정도 생체 실험에 대해서는 양심의 가책이 없다. 미국도 원자폭탄을 만들어 히로시마에 투하하지 않았는가" 라고 반문하였다.
태평양 전쟁 당시에는 대본영 참모의 일원으로서 미야다 쓰네요시(宮田恒吉)라는 가명을 사용하며 히시마 공략, 과달카날 전역 등에 관여하였다. 전선 시찰을 자주 희망하여 위험하다는 주변의 만류에도 불구하고 라바울 시찰을 감행하기도 하였다. 1945년 7월 만주로부터 일본으로 되돌아와 본국에서 패전을 맞이하였다. 그가 일본에 돌아올 당시 후임으로는 세지마 류조가 임명되어 만주로 보내졌다. 패전 직후 그는 쇼와 천황의 특사로 다시 만주로 향하여 관동군의 무장해제 및 귀국을 조치하였다.

## 패전 이후
1947년 10월 14일 신적강하로 인하여 황족의 지위를 잃고 평민이 되었다. 당시의 그는 경칭인 미야(宮)를 떼고 새로운 성이 된 '다케다'에 대해 "다른 미야케의 성씨들과 달리 한층 대중적이어서 마음에 든다" 라고 말했다고 전해진다. 전쟁과 전후의 막대한 부유세로 인하여 재산의 대부분을 처분한 그는 한동안 지바의 자택에서 은둔하며 말을 키우는 것으로 소일했으나 곧 편물 기계를 생산하는 '다케다 직물회사'를 설립하며 사업을 시작하였다. 그러나 이 회사는 얼마 못 가 파산하였다.
대신 평소 스포츠에 관심이 많았던 것으로 알려진 그는 1950년 일본 스케이트 연맹의 회장으로 취임하면서 스포츠계에서 두각을 드러냈다. 1962년 일본 올림픽 위원회의 회장으로 취임한 그는 1964년 도쿄 올림픽과 1972년 삿포로 동계 올림픽을 유치하는 데 지대한 영향을 미쳤다. 또한 1967년부터 1981년까지 국제 올림픽 위원회(IOC)의 위원으로 활동하였다. 1987년 자서전을 발간하기도 했던 그는 1992년 83세의 나이에 심장 질환으로 사망하였다.
그의 도쿄 저택이었던 다케다노미야저(竹田宮邸)는 패전 직후 세이부 그룹에 매각되어 현재 다카나와 프린스 호텔 귀빈관으로 운영되고 있다.

## 참고 문헌
- Gold, Hal, Unit 731 Testimony, Tuttle, 2003.